# Distretto di Huayopata
Il distretto di Huayopata è uno degli undici distretti della  provincia di La Convención, in Perù. Si trova nella regione di Cusco.